# Christophe Annedouche
Christophe Annedouche (* 28. Juni 1803 im 3. Arrondissement, Paris; † 10. Juni 1866 im 14. Arrondissement, Paris) war ein französischer Kupferstecher.

## Leben und Wirken
Am 29. März 1832 heiratete er Marie Louise Sebin (1812–1898). Mit ihr hatte er die Kinder Emile Alexandre (* 1826), Joseph Alfred (1833–1922) und Jules André (* 1842). Joseph Alfred wurde ebenfalls ein bekannter Kupferstecher und Künstler. Als er am 15. März 1845 im königlichen Museum ausstellte, gab er die 207, rue St-Jacques als Kontaktadresse an.
Als Jean-Gabriel Prêtre (1768–1849) Faune française, ou Histoire naturelle, générale et particulière des animaux qui se trouvent en France, constamment ou passagèrement, à la surface du sol, dans les eaux qui le baignent, et dans le lit illustrierte, waren darin einige Tafeln von Annedouche gestochen. Auch in Le règne animal distribué d'après son organisation, pour servir de base à l'histoire naturelle des animaux et d'introduction à l'anatomie comparée, ein Werk, das zwischen 1836 und 1849 erschien, trug Annedouche einige Tafeln bei. Zusammen mit Félix Édouard Guérin-Méneville (1799–1874) produzierte er im Atlas von Iconographie du règne animal de G. Cuvier, ou, Représentation d'après nature de l'une des espèces les plus et souvent non encore figurées de chaque genre d'animaux: avec un texte descriptif mis au courant de la science: ouvrage pouvant servir d'atlas a tous les traites de zoologie eine Tafel mit einer Blasskopfrosella (Platycercus adscitus palliceps Lear, 1832) und einem Rostkappenpapagei (Pionites leucogaster (Kuhl, 1820)), eine Tafel mit einem Kahlhecht (Amia calva Linnaeus, 1766), einem Gemeinen Knochenhecht (Lepisosteus osseus Linnaeus, 1758) und einem Nil-Flösselhecht (Polypterus bichir Lacepède, 1803) sowie eine Tafel mit einem Indopazifischen Tarpun (Megalops cyprinoides (Broussonet, 1782)), einem Großen Wolfshering (Chirocentrus dorab (Forsskål, 1775)) und einem Traíra (Hoplias malabaricus (Bloch, 1794)). In Exploration scientifique de l'Algérie pendant les années 1840, 1841, 1842 lieferte er z. B. den Kupferstich einer Arabientrappe, die der Künstler Antoine Jean Baptiste Vaillant (1817–1852) gemalt hatte. Als 1839 in Voyage autor du monde par les mers de l'Inde et de Chine exécuté sur le corvette de l'état La Favorite pendant les années 1830, 1831 et 1832 sous la commandement de M. Laplace die zoologische Ausbeute von Cyrille Pierre Théodore Laplace (1793–1875) Reise nach Indien und China erschien, fanden sich dort ebenfalls Kupferstiche von Annedouche, die er nach Lithografien von Édouard Traviès (1809–1876), Lucien Alphonse Prévost (1799–1846) und Prêtre erschuf. Manche der Tafeln waren bereits zuvor in Magasin de zoologie erschienen. Ein weiteres Werk in dem Tafeln mit Annedouche erschienen war Voyage dans l'Amérique Méridionale: (le Brésil, la république orientale de l'Uruguay, la République argentine, la Patagonie, la république du Chili, la république de Bolivia, la républiquedu Pérou), exécuté pendant les années 1826, 1827, 1828, 1829, 1830, 1831, 1832, et 1833. Hier arbeitete er u. a. mit Jacques Christophe Werner (1798–1856), Paul Louis Oudart (1796–1860) und Traviès zusammen. Als 1840 der Atlas zu Histoire physique, politique et naturelle de l'ile de Cuba von Ramón de la Sagra (1798–1871) erschien, enthielt auch dieser Vogel- und Reptilientafeln, die er in Kooperation mit Traviès und Prêtre gefertigt hatte. Als Alfred Moquin-Tandon (1804–1863) im Jahr 1840 die Vögel in Philip Barker Webbs (1793–1854) und Sabin Berthelots Werk Histoire naturelle des Iles Canaries publizierte, steuerte er zusammen mit Traviès eine Vogeltafel bei mit einer Unterart des Buchfinks (Fringilla coelebs tintillon) und einem Bulwersturmvogel (Bulweria bulwerii). Im Teil des zoologischen Atlas von Voyages de la Commission scientifique du Nord, en Scandinavie, en Laponie, au Spitzberg et aux Feröe: pendant les années 1838, 1839 et 1840 sur la corvette la Recherche, der von Joseph Paul Gaimard (1793–1858) herausgegeben wurde, finden sich ebenfalls Tafeln von Annedouche, der hier mit Christian Peder Bianco Boeck (1798–1877), Johan Christian Thornam (1822–1908) und Wilhelm von Wright (1810–1887) zusammen arbeitete. Zwischen 1845 und 1854 erschienen die Tafeln zum zoologische Altas von Historia fisica y politica de Chile segun documentos adquiridos en esta republica durante doce anos de residencia en ella y publicada bajo los auspicios del supremo gobierno von Claudio Gay (1800–1873). Hier stach er den Fadenschwanzschlüpfer (Sylviorthorhynchus desmurii) nach Prévost, Fische gemalt von Oudart nach Disign von Gay, Säugetiere nach Werner, Spinnen und Insekten nach Massimiliano Spinola (1780–1857) und Muscheln nach Prêtre. In Arcana naturæ, ou Recueil d'histoire naturelle von James Livingston Thomson (1828–1897) erschien 1859 eine Tafel mit einer Unterart der Montezumawachtel (Cyrtonyx montezumae sallei), die in Zusammenarbeit mit Oudart entstand.
In Magasin de zoologie lieferte er bei vielen Tafeln den Kupferstich zu Illustrationen von Künstlern wie Léon Daniel de Joannis (1803–1868), Prêtre, Louis Victor Bevalet (1808–1887) oder Émile Théophile Blanchard (1795–1877).

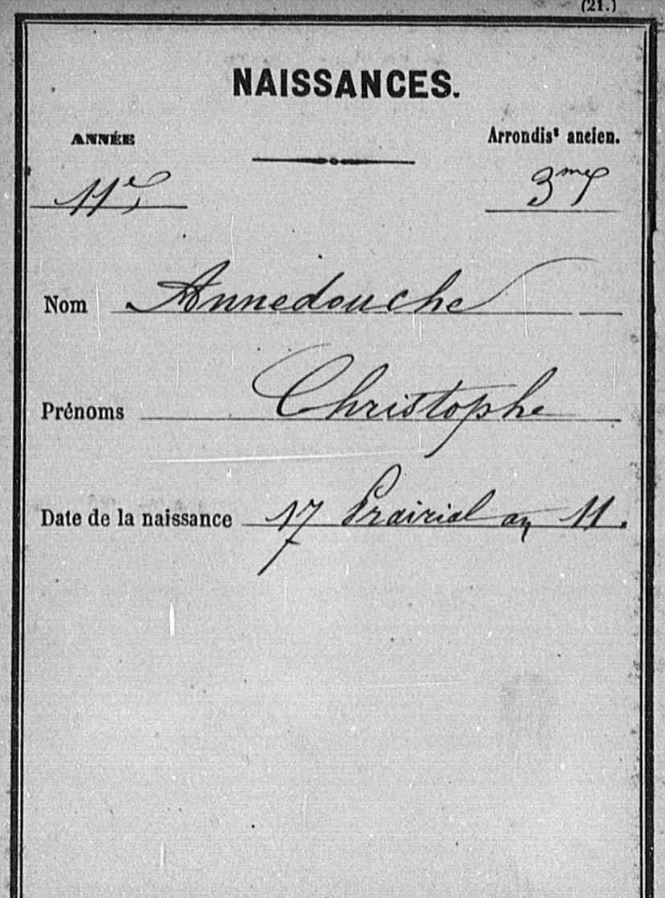
Eintrag der Geburt von Christophe Annedouche 17 Prairial 11 (=6. Juni 1803) in Paris
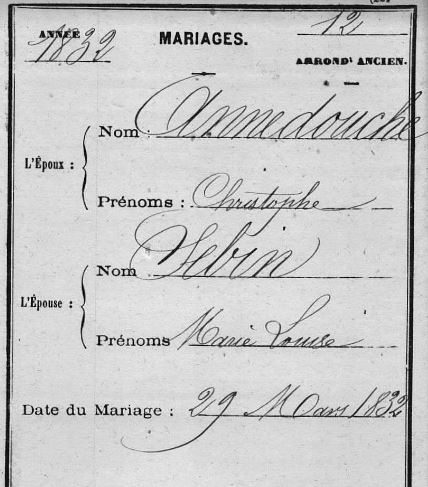
Eintrag der Hochzeit mit Marie Louise Sebin 29. März 1832
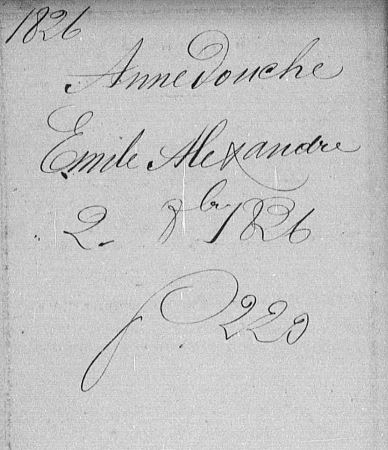
Eintrag der Geburt von Emile Andre Annedouche
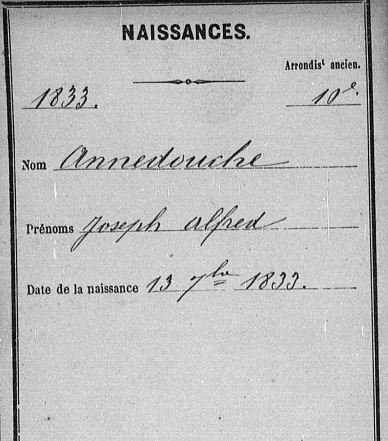
Eintrag der Geburt von Joseph Alfred Annedouche in Paris
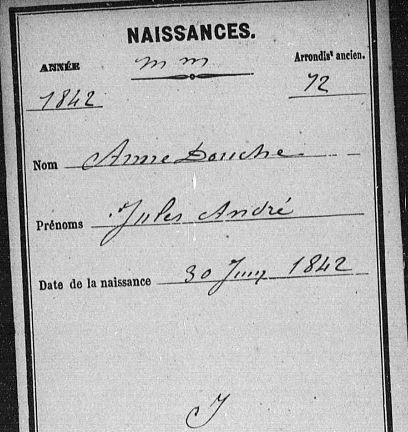
Eintrag der Geburt von Jules André Annedouche in Paris

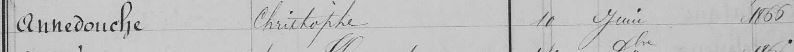
Eintrag des Todes von Christophe Annedouche in Paris

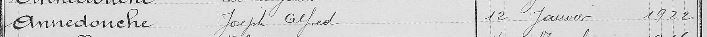
Eintrag des Todes von Joseph Alfred Annedouche in Paris

## Galerie (Auswahl)

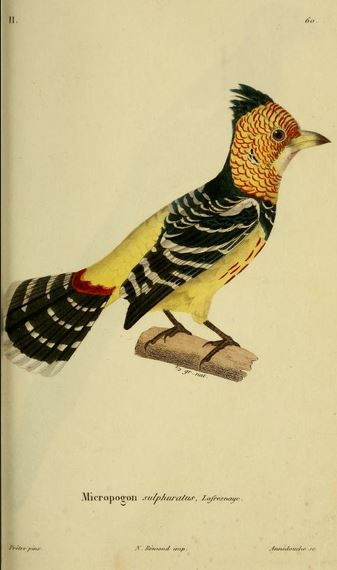
Haubenbartvogel (Trachyphonus vaillantii) gemalt von Jean-Gabriel Prêtre, Gravur Annedouche
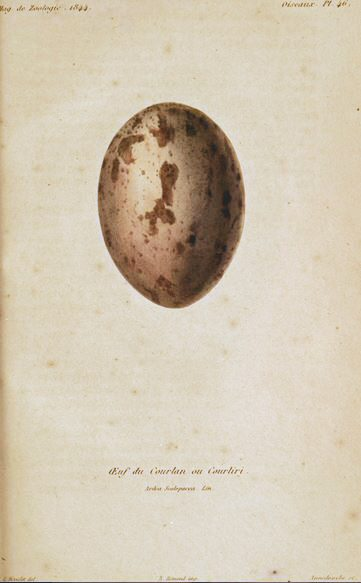
Ei Rallenkranich (Aramus guarauna) gemalt Louis Victor Bevalet (1808–), Gravur Annedouche
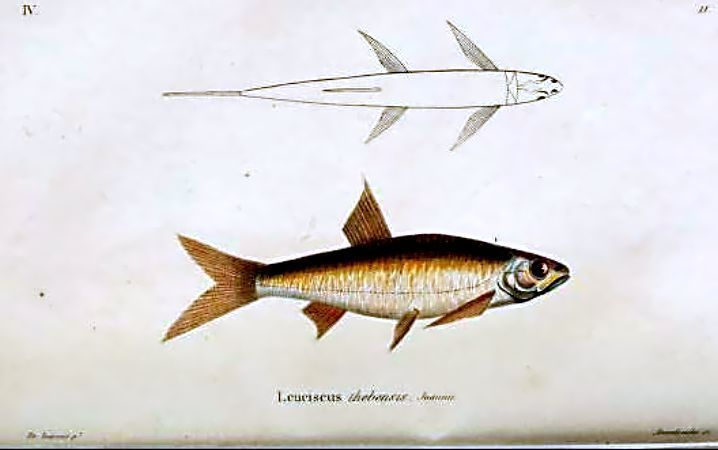
Leptocypris niloticus gemalt von Léon Daniel de Joannis (1803–1868), Gravur Annedouche
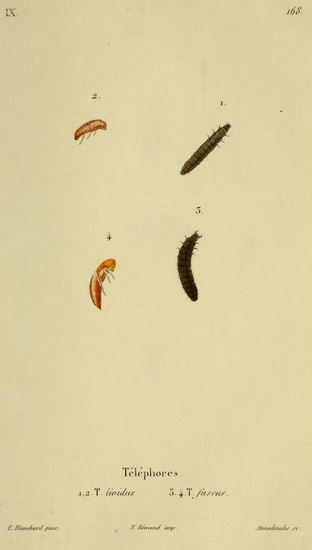
Larve Cantharis fusca & Cantharis livida gemalt von Émile Théophile Blanchard (1795–1877), Gravur Annedouche
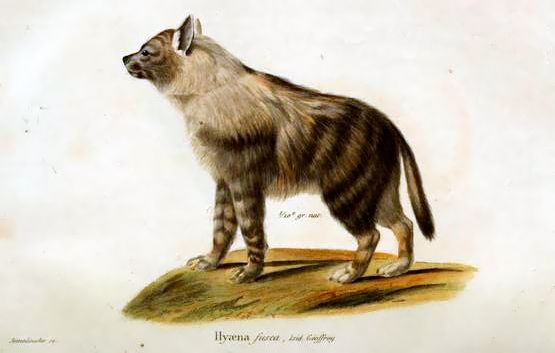
Schabrackenhyäne Gravur Annedouche
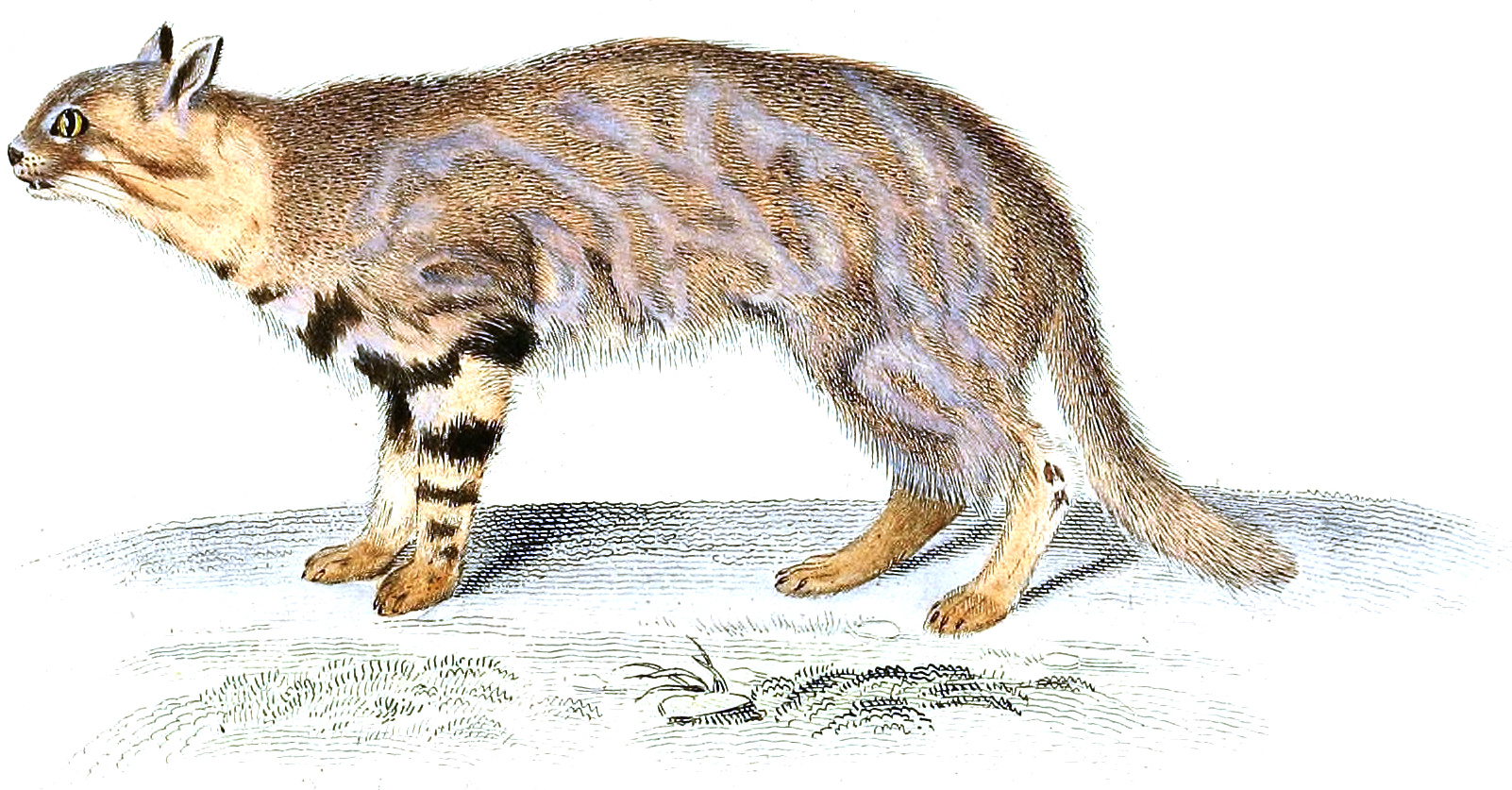
Leopardus pajeros gemalt von Jean-Gabriel Prêtre, Gravur Annedouche
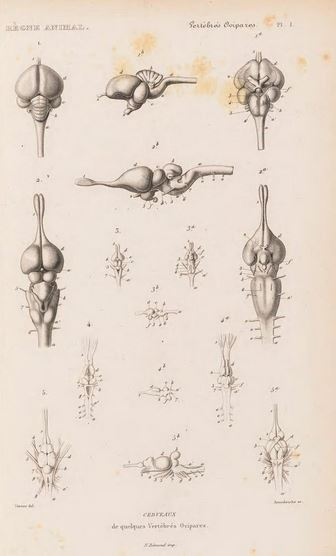
Verschiedene Gehirne von eierlegenden Wirbeltieren gemalt von Jacques Christophe Werner, Gravur Annedouche
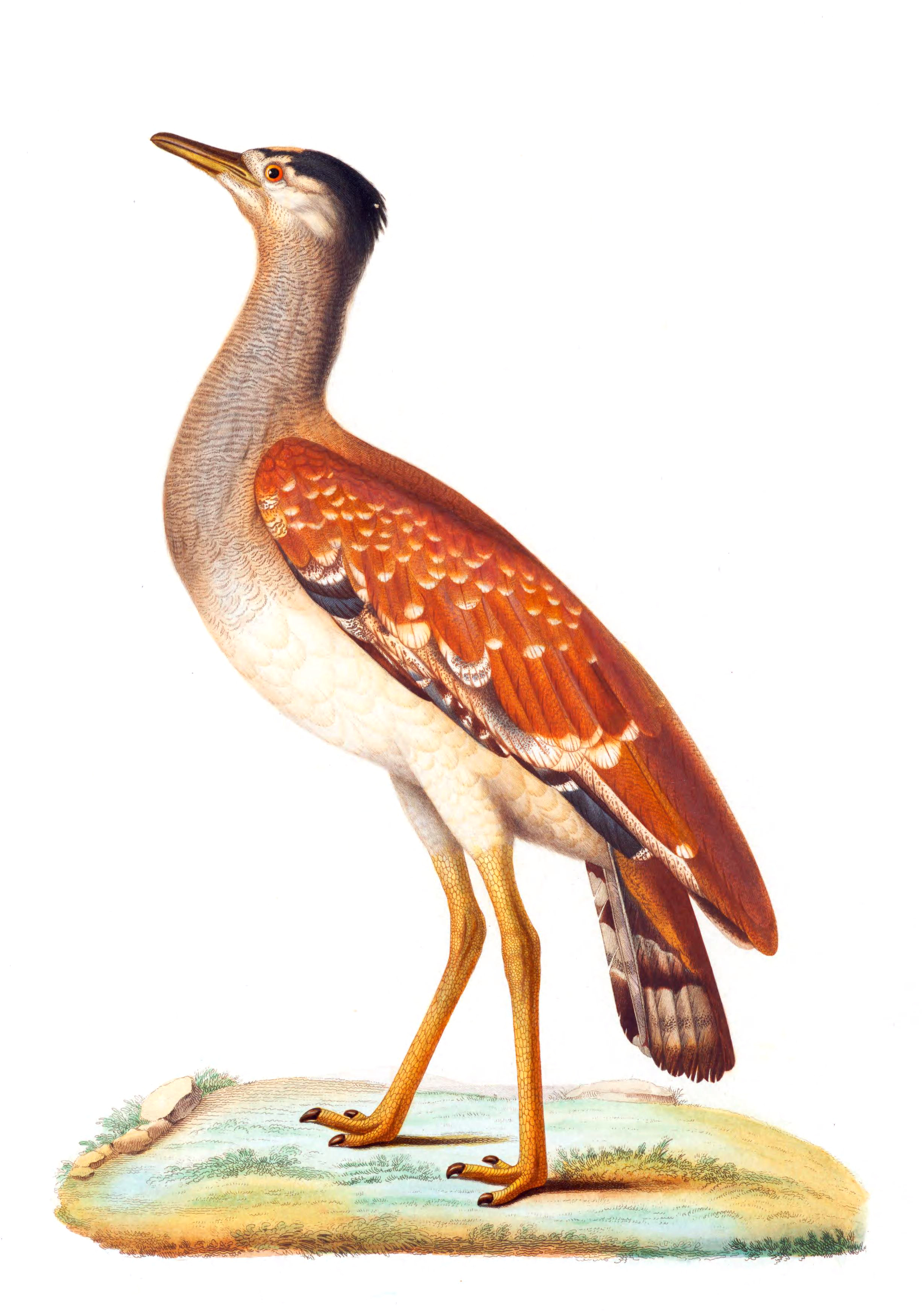
Arabertrappe gemalt von Antoine Jean Baptiste Vaillant, Gravur Annedouche
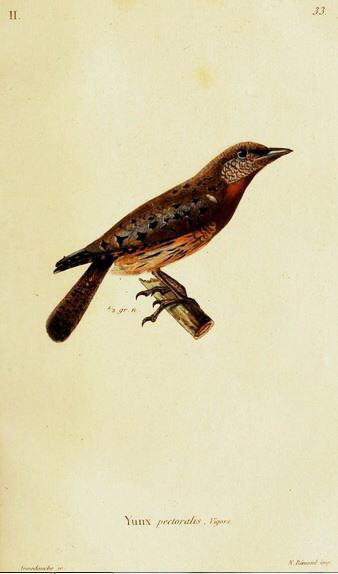
Rotkehl-Wendehals nach Gravur von Annedouche
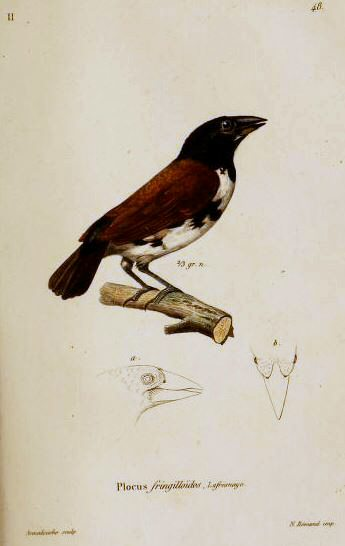
Riesenelsterchen nach Gravur von Annedouche
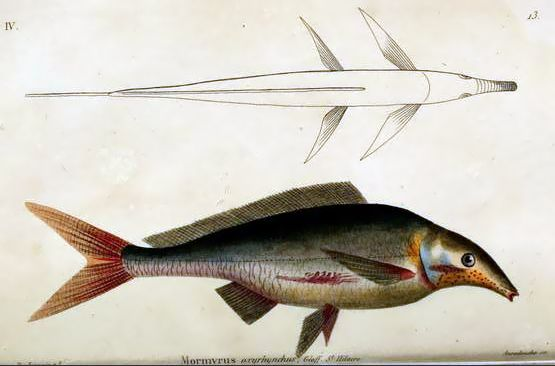
Mormyrus kannume Gravur von Annedouche
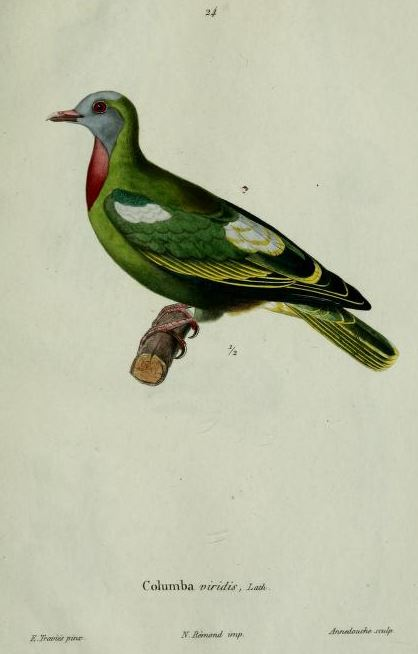
Rotlatz-Fruchttaube Gravur nach Lithografie von Édouard Traviès
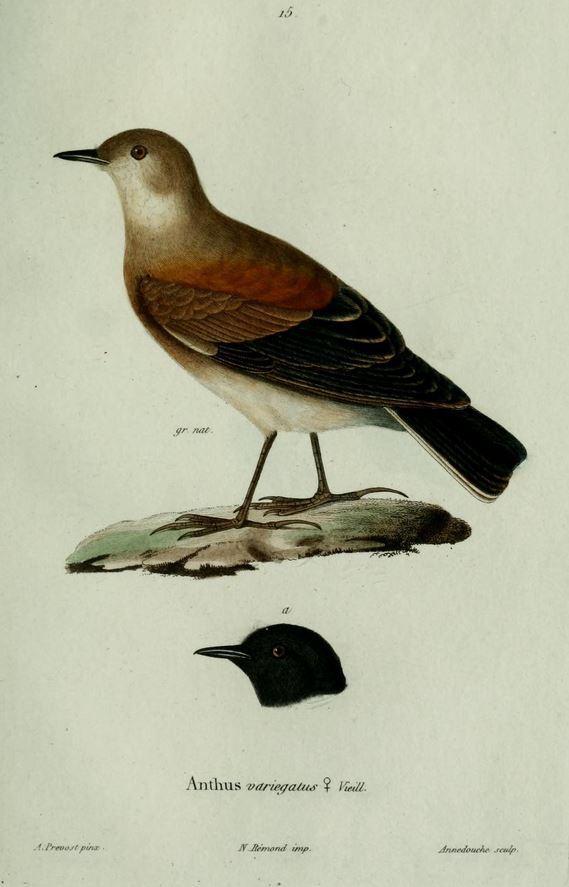
Patagoniensporntyrann Gravur nach Lithografie von Lucien Alphonse Prévost
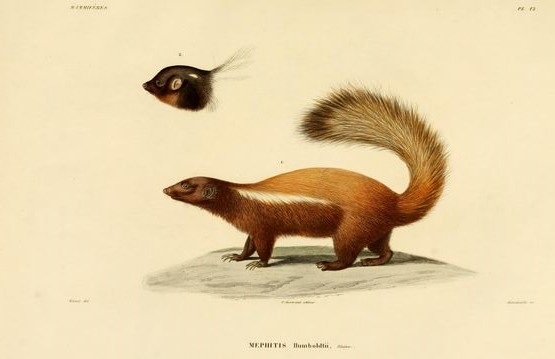
Patagonischer Skunk Gravur nach Lithografie von Werner